# 검은시로미
검은시로미(학명: Empetrum nigrum 엠페트룸 니그룸[*])는 진달래과의 관목이다. 주로 암수딴그루인 식물이지만, 암수한그루 4배체 아종(subsp. hermaphroditum)도 존재한다.

## 분포
북반구의 온대 및 냉대 기후 지역에 널리 분포하며, 남극 근처에도 자생한다. 분포지가 북극 근처부터 남극 근처까지 걸쳐 있는 것은 철새가 씨를 물어 나른 결과이다. 원산지는 동북아시아(몽골, 일본, 중국, 한국), 동유럽(라트비아, 러시아, 리투아니아, 벨라루스, 에스토니아), 북유럽(노르웨이, 덴마크, 스발바르 얀마옌 제도, 스웨덴, 아이슬란드, 핀란드), 서유럽(네덜란드, 벨기에, 아일랜드, 영국), 중앙유럽(독일, 스위스, 슬로바키아, 오스트리아, 체코, 폴란드), 동남유럽(루마니아, 몬테네그로, 보스니아 헤르체고비나, 북마케도니아, 불가리아, 세르비아, 슬로베니아, 알바니아, 코소보, 크로아티아), 남유럽(스페인, 이탈리아, 프랑스), 북아메리카(미국, 캐나다), 남아메리카(포클랜드 제도) 등이다.

## 종내 분류군
- 시로미 E. nigrum subsp. asiaticum (Nakai ex H.Ito) Kuvaev
- E. nigrum subsp. albidum (V.N.Vassil.) Kuvaev
- E. nigrum subsp. androgynum (V.N.Vassil.) Kuvaev
- E. nigrum subsp. caucasicum (Juz.) Kuvaev
- E. nigrum subsp. hermaphroditum (Hagerup) Böcher
- E. nigrum subsp. kardakovii (V.N.Vassil.) Kuvaev
- E. nigrum subsp. sibiricum (V.N.Vassil.) Kuvaev
- E. nigrum subsp. subholarcticum (V.N.Vassil.) Kuvaev